# William Rennie
William Rennie (1 de novembro de 1821 - 22 de agosto de 1896) foi um militar escocês destinatário da Cruz Vitória, o mais prestigiado e mais alto prêmio por bravura em face do inimigo que pode ser concedido a britânicos e forças da Commonwealth.